# 克拉蒙湖

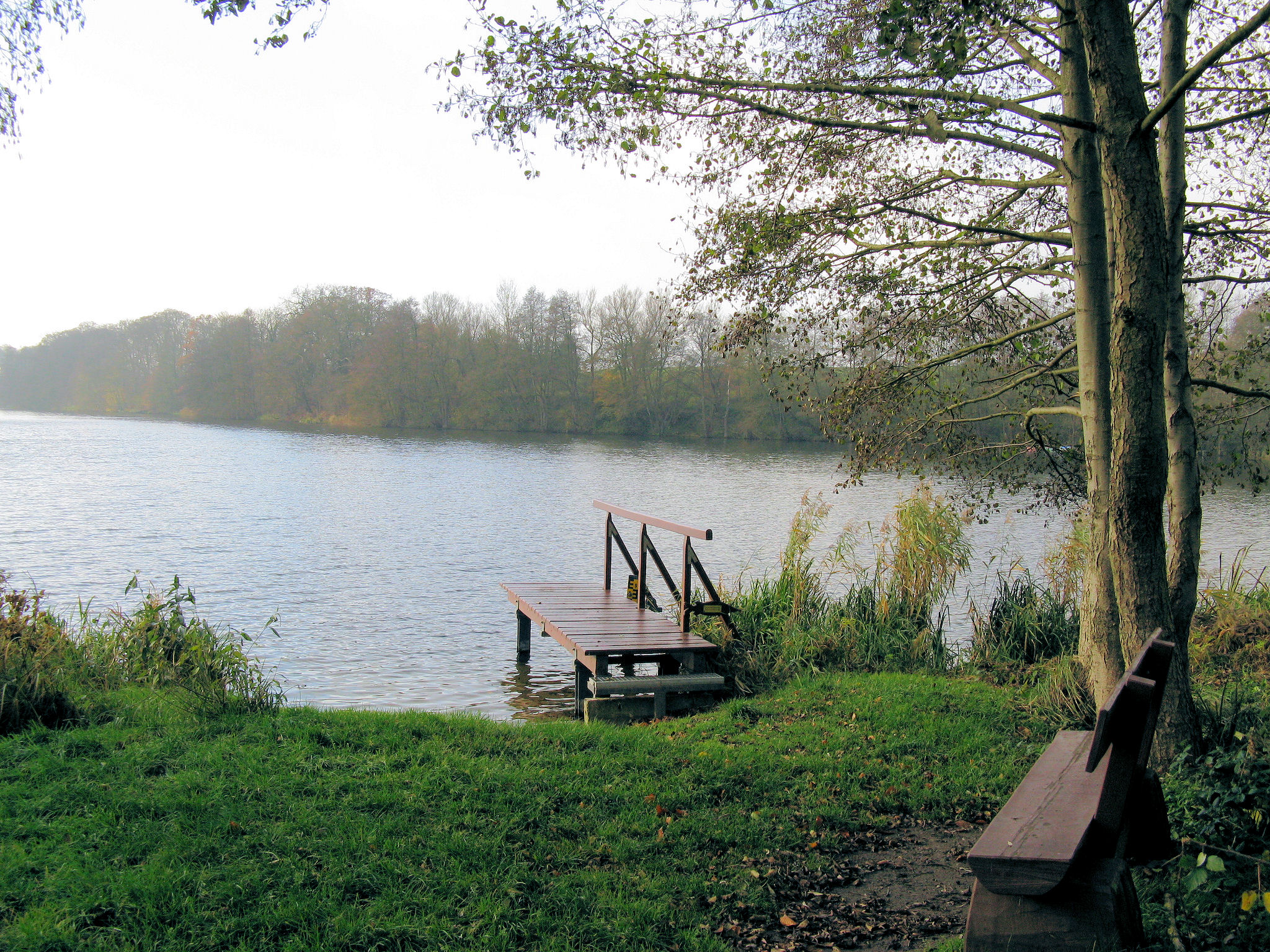

克拉蒙湖（德語：Cramoner See），是德國的湖泊，位於該國東北部，由梅克倫堡-前波美拉尼亞州負責管轄，處於羅斯托克縣，長2.4公里、寬0.4公里，面積0.5平方公里，海拔高度43米，平均水深4米，最大水深8米。